# كولن هال سيمبسون
كولن هال سيمبسون (بالإنجليزية: Colin Hall Simpson)‏ هو صيدلي أسترالي، ولد في 13 أبريل 1894 في St Kilda, Victoria ‏ في أستراليا، وتوفي في 23 أغسطس 1964 في Heidelberg, Victoria ‏ في أستراليا.